# Paul van der Heijden
Paulus Franciscus (Paul) van der Heijden (Utrecht, 18 september 1949) is emeritus-hoogleraar internationaal arbeidsrecht aan de Universiteit Leiden. Van 2007 tot 2013 was hij rector magnificus en voorzitter van het College van Bestuur van de Universiteit Leiden. Sinds maart 2015 is hij voorzitter van het algemeen bestuur van Instituut Clingendael. Van der Heijden is lid van de Koninklijke Nederlandse Akademie van Wetenschappen.

## Levensloop
Van der Heijden studeerde rechten aan de Universiteit van Amsterdam. Hij promoveerde in 1984 aan de Universiteit Leiden op een proefschrift getiteld Een eerlijk proces in het sociaal recht? Rechtspraak, pseudo-rechtspraak en beginselen van behoorlijke rechtspraak: een onderzoek naar kwantiteit en kwaliteit van bijzondere vormen van geschilbehandeling in het sociaal recht (Kluwer, 1984). Promotoren waren Jim Polak en Max Rood. Van der Heijden was en is actief als wetenschapper, bestuurder en rechter. Na zijn promotie werd hij rechter in de rechtbank Amsterdam. In 1990 werd hij hoogleraar arbeidsrecht aan de Universiteit van Amsterdam. In 2002 werd hij rector magnificus van dezelfde universiteit. Op 8 februari 2007 werd Van der Heijden geïnstalleerd als rector magnificus en voorzitter van het college van bestuur van de Universiteit Leiden. In februari 2013 droeg hij die functie over aan Carel Stolker. Op 1 maart 2015 volgde hij Ben Bot op als bestuursvoorzitter van Instituut Clingendael, een denktank op het gebied van internationale betrekkingen.

## Publicaties
Van der Heijdens wetenschappelijke publicaties richtten zich op arbeidsverhoudingen, grondslagen van het arbeidsrecht, grondrechten, corporate governance en openbaar bestuur. Zij verschenen in Nederlandse en buitenlandse rechtswetenschappelijke vaktijdschriften. Enige Nederlandstalige titels zijn: De waarde(n) van het sociaal recht (samen met F.M. Noordam, 2001) en Rol en betekenis van de rechtsontwikkeling in de ILO (Kluwer, 1999). Hij publiceerde ook voor een breed publiek, bijvoorbeeld Westenwind: Van werknemersinvloed naar aandeelhoudersmacht (Balans, 2004). Samen met Europese collega's publiceerde hij Beyond employment: Changes in work and the future of labour law in Europe. (Oxford University Press, 2001).

## Bestuurs- en adviesfuncties
Van der Heijden vervult en vervulde buiten de universiteit enige bestuurs- en adviesfuncties bij nationale en internationale organisaties en bedrijven. Hij was lid van de Raad voor het Openbaar Bestuur en is kroonlid van de SER. Hij is voorzitter van de Committee on Freedom of Association van de International Labour Organisation van de VN. Hij is commissaris bij Shell Nederland, IBM Nederland, Koninklijke Douwe Egberts en Omroep West en voorzitter van Stichting de Volkskrant.

## Overschrijding balkenendenorm
Op 24 november 2010 nam de faculteitsraad Geesteswetenschappen van de Universiteit Leiden unaniem een motie van treurnis aan wegens het overschrijden van de balkenendenorm in de beloning van twee leden van het College van Bestuur, onder wie Van der Heijden.